# (6894) Macreid
(6894) Macreid es un asteroide perteneciente al cinturón de asteroides descubierto por Eleanor Francis Helin desde el observatorio del Monte Palomar, Estados Unidos, el 5 de septiembre de 1986.

## Designación y nombre
Macreid se designó al principio como 1986 RE2.
Más tarde, en 1998, fue nombrado en honor a Macgregor S. Reid, un gerente muy respetado del Laboratorio de Propulsión a Chorro. Durante los últimos diez años ha sido asistente ejecutivo técnico del director, responsable de la planificación e identificación de cuestiones de importancia para el programa espacial nacional y el futuro del laboratorio. Reid es reconocido internacionalmente por sus actividades relacionadas con el establecimiento de estándares internacionales. Este objeto recibe su nombre en honor a su jubilación después de una carrera de 30 años en el JPL.

## Características orbitales
Macreid orbita a una distancia media del Sol de 2,649 ua, pudiendo alejarse hasta 2,843 ua y acercarse hasta 2,455 ua. Su inclinación orbital es 21,220 grados y la excentricidad 0,073. Emplea en completar una órbita alrededor del Sol 1574,96 días.
Pertenece a la familia de asteroides de (480) Hansa.

## Características físicas
La magnitud absoluta de Macreid es 12,96. Tiene 7,677 km de diámetro y su albedo se estima en 0,521.